# Club Deportivo Subiza
El Club Deportivo Subiza Cendea de Galar es un club de fútbol de España de la localidad de Subiza,  perteneciente al municipio de Galar (Navarra). Actualmente juega en la Segunda Federación.
Tiene firmado un convenio de filial con Osasuna.

## Datos del club
- Temporadas en Tercera División: 10[4]
- Mejor puesto en la liga: 1.º (2023-2024)

### Todas las temporadas
| Temporada      | División | Puesto |
| -------------- | -------- | ------ |
| De 1984 a 2002 | Regional | —      |
| 2002-03        | 3.ª      | 19.º   |
| 2003-04        | Regional | 5.º    |
| 2004-05        | 3.ª      | 18.º   |
| 2005-06        | Regional | 11.º   |
| 2006-07        | Regional | 9.º    |
| 2007-08        | Regional | 13.º   |
| 2008-09        | Regional | 11.º   |
| 2009-10        | Regional | 5.º    |
| 2010-11        | Regional | 2.º    |
| 2011-12        | Regional | 1.º    |

| Temporada | División | Puesto |
| --------- | -------- | ------ |
| 2012-13   | 3.ª      | 18.º   |
| 2013-14   | Regional | 3.º    |
| 2014-15   | 3.ª      | 15.º   |
| 2015-16   | 3.ª      | 10.º   |
| 2016-17   | 3.ª      | 11.º   |
| 2017-18   | 3.ª      | 13.º   |
| 2018-19   | 3.ª      | 14.º   |
| 2019-20   | 3.ª      | 18º    |
| 2020-21   | 3.ª      | 13º    |
| 2021-22   | 3.ª      | 2º     |
| 2022-23   | 3.ª      | 2º     |
| 2023-24   | 3.ª      | 1º     |
| 2024-25   | 2ª       | 18º    |

## Uniforme
- Titular: Camiseta roja, pantalón negro y medias negras.
- Suplente: Camiseta, pantalón y medias verdes.

## Estadio
Disputa sus partidos como local en el campo de fútbol de hierba artificial Sotobur, a las afueras de la localidad de Subiza (a 14 km de Pamplona).

## Premios
Ha recibido en varias ocasiones el "Premio a la Deportividad" otorgado por Desde La Banda - Fútbol Navarro.

## Torneo Alevín
El Club Deportivo Subiza también organiza eventos benéficos como el Torneo Alevín de Fútbol 8 en favor de la Asociación Navarra de Esclerosis Lateral Amiotrófica (ANELA), en el que participan equipos de clubes de zona norte de España como el Club Atlético Osasuna, la Real Sociedad, el Deportivo Alavés, el Club Deportivo Numancia, el Club Deportivo Ardoi, el Athletic Club, la Sociedad Deportiva Eibar o el Real Zaragoza.